# IC 5167
IC 5167 — галактика типу * (зірка) у сузір'ї Водолій.
Цей об'єкт міститься в оригінальній редакції індексного каталогу.